# DOL Ostrowy
DOL Ostrowy – drogowy odcinek lotniskowy, znajdujący się we wsi Ostrowy nad Okszą. Stanowi on zapasowe, awaryjne lądowisko w ciągu drogi wojewódzkiej 492.

## Położenie
DOL Ostrowy znajduje się w ciągu drogi wojewódzkiej 492, pomiędzy wsiami Łobodno i Ostrowy nad Okszą w województwie śląskim, w powiecie kłobuckim w gminach Kłobuck i Miedźno. Położony jest 249 m n.p.m. w orientacji 04/22.

## Budowa i przeznaczenie
Lądowisko jest pasem zapasowym dla lądowiska Częstochowa-Rudniki. Było również lądowiskiem wojskowym, jednak nie pełni już takiej funkcji ze względu na małą aktywność wojska i brak jednostek wojskowych w tym rejonie.
Ma 2200 m długości i 10 m szerokości. Nie posiada oznaczeń świetlnych, więc w praktyce możliwe jest korzystanie z niego przez samoloty tylko w dzień. Na obu końcach znajdują się place do zawracania samolotów, tzw. stojanki.
Pas ten był popularnym miejscem nielegalnych zlotów miłośników motoryzacji. 25 września 2011 roku odbyły się tu pierwsze oficjalne wyścigi zorganizowane przez mł. asp. Radosława Włodarka z Komendy Powiatowej Policji w Kłobucku.